# 艾瑞克·伍德
艾瑞克·伍德（Eric Wood，1992年11月22日—），為加拿大棒球選手，守備位置為內野手。於2008年美國職棒選秀以第六輪第190順位為匹茲堡海盜選進。2019年球季效力於中華職棒中信兄弟，中文登錄名為「艾銳克」，守備位置為內野手。2019年3月27日，中信兄弟解約伍德。

## 經歷
- 美國職棒匹茲堡海盜（小聯盟，2012年-2018年）
- 中華職棒中信兄弟（2019年3月26日-2019年3月27日）

## 職棒生涯成績
| 年度 | 球隊     | 出賽 | 打數 | 安打 | 全壘打 | 打點 | 盜壘 | 四死 | 三振 | 壘打數 | 雙殺打 | 打擊率 | 上壘率 | 長打率 | OPS |
| ---- | -------- | ---- | ---- | ---- | ------ | ---- | ---- | ---- | ---- | ------ | ------ | ------ | ------ | ------ | --- |
| 2019 | 中信兄弟 | 2    | 9    | 0    | 0      | 0    | 0    | 0    | 3    | 0      | －     | 0      | 0      | 0      | 0   |
| 合計 | 年       | 2    | 9    | 0    | 0      | 0    | 0    | 0    | 3    | 0      | －     | 0      | 0      | 0      | 0   |

## 外部連結
- 艾瑞克·伍德在台灣棒球維基館上的頁面（繁體中文）
- 艾瑞克·伍德在美國職棒官網（英语）
- 艾瑞克·伍德在中華職棒官網
- 艾瑞克·伍德在Baseball-Reference.com（小聯盟以及海外聯盟）（英语）
- 艾瑞克·伍德在ESPN（MLB）（英语）
- 艾瑞克·伍德在The Baseball Cube（英语）
- 艾瑞克·伍德在Team Canada（英语）